# Коломбо, Джанни
Джа́нни Коло́мбо (итал. Gianni Colombo; 1 января 1937, Милан — 3 февраля 1993, Мельцо, провинция Милан) — итальянский скульптор-кинетист второй половины XX века, работавший с динамичными, подвижными структурами. Ему удалось предвосхитить многие находки медиа-арта, новейшего интерактивного искусства. Экспериментировал со зрительским восприятием пространства и времени. Как художник-философ, сосредоточил внимание на живой, пульсирующей границе, отделяющей искусство от жизни.

## Биография
Джанни Коломбо родился в Милане в 1937 году. С раннего возраста интересовался искусством, воздействием его на сознание. Он изучал, например, роль сюрреалистической провокации в работах Макса Эрнста. К середине 50-х относятся его первые опыты в живописи и пластике.
Начал выставляться как художник очень рано. В 1960-х годах Коломбо посещал Академию Брера, где он встретился с Давиде Бориани, Габриэле Де Векки, Джованни Анчески и Грация Вариско. Вместе они сформировали «Группу Т». В 1985 году он становится директором Академии Брера, где он также преподавал.
- 1955 : Создаёт работы из разных материалов (живопись, керамика).
- 1958—1959 : Монохромные рельефы.

## Эксперимент
Коломбо произвёл значительный „парк“ устройств: от машин, взаимодействующих с посетителем, до скульптур, меняющих на глазах свои формы и до „приручённых“ силовых полей. Его работы — нечто, живущее и функционирующее, а не замершее в виде указующих знаков на сцене. Преобладание перформативного начала и образует ядро работ Джанни Коломбо.

Думаю, только в своём многообразии объект демонстрирует собственный характер, выходя за рамки окружающего его пространства, так и мы ощущаем реальность посредством временно́й компоненты; та же неуловимость следования одна за другой частиц явления — это конструктивная часть реальности, которую невозможно передать в полноте своей путём формальных, статичных символов.— Gianni Colombo // Italian ZERO & Avantgarde '60s / Milano, 2011. p.76.
Помимо утверждения правомерности для художественного словаря новаций второй половины XX века (искусственные материалы, электромоторы, кибернетика, кинопроекция) , Коломбо переосмысливает актуальную роль художника в меняющемся социуме.
После смерти Джанни Коломбо близкие и друзья основали Архив Джанни Коломбо для дальнейшего изучения и популяризации его творческого наследия .

## Значимые события
- 1959 : Галерея Azimut/h, Милан [4]
- 1960 : Первая персональная выставка в галерее Патер. Создаёт в Милане группу «Т»
- 1962 : Анти-живопись : выставочный зал Хессенхейс, Антверпен
- 1964 : Первый энвайронмент с искусственным светом в Лувре, Париж
- 1965 : Ноль 65 : Городской музей, Амстердам
- 1965 Обитаемая кинетико-визуальная структура. Программируемое искусство (Arte programmata), совместно с другими участниками группы «Т»
- 1968 : Первая премия на Венецианской биеннале (См три коротких видео [5][6]
- 1968 : Участие в выставке документа 4, Кассель
- 1970 : Обращение к опыту кинетического искусства, выставка в галерее Хейуара, Лондон
- 1975—1976 : Городской музей, Замок Морсбрюйк (англ.), Леверкузен); Кунстхалле, Киль
- 1981 : Городской музей ван Аббе, Эйндховен; студия Карло Гроссетти, Милан
- 1988 : Выставка итальянского искусства. ГТГ, Москва
- 2009 : Джанни Коломбо / Музей современного искусства, Турин [7]
- 2013 : Выставка Gianni Colombo в галерее Greene Naftali, Нью-Йорк [8][9]
- 2015 : Джанни Коломбо в галерее Моники де Карденас, Цуоц, Швейцария [10].